# Gastón VII de Bearne

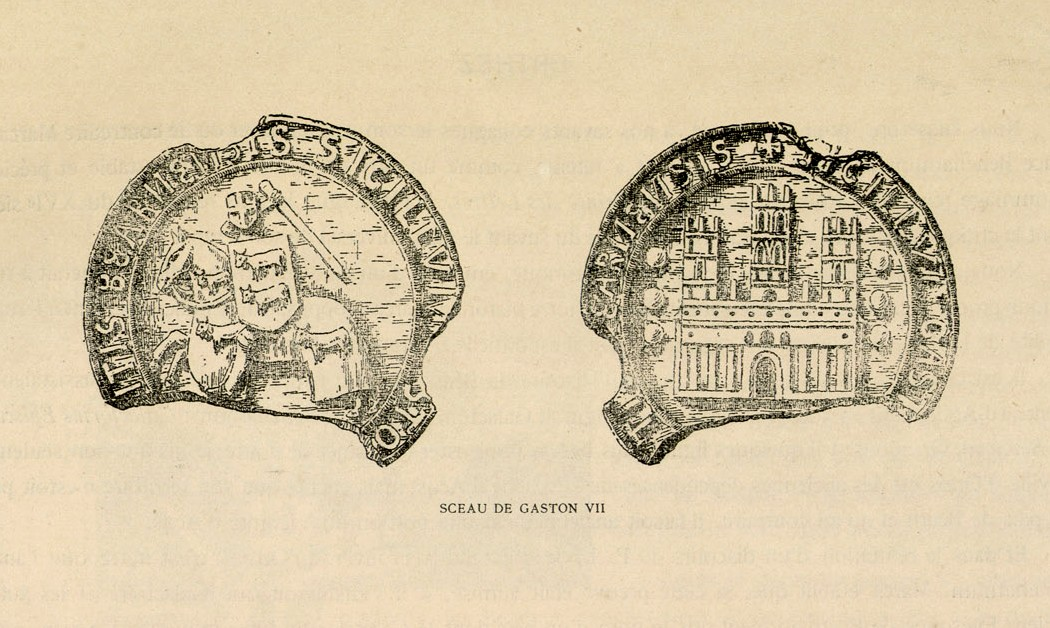
Sello de Gastón de Bearne

Gastón de Montcada de Forcalquier (c. 1220-1290) fue Vizconde de Bearne, de Oloron, de Brulhois y de Gabardán, de Moncada, de Vic, Montanyola y de Vacarisas, además de señor de la baronía de Castellví de Rosanes, todo ello entre los años 1228 y 1290.
Gastón VII de Montcada o Gastón VII de Bearne era hijo de Guillermo II de Montcada y de Garsenda de Provenza (hija a su vez del conde Alfonso II de Provenza y de Garsenda de Folcarquier).
Contrajo matrimonio en el año 1240 con Mata (o Matilde) de Mastas, vizcondesa de Marsan, con la que tuvo cuatro hijas, que repartieron entre sí la herencia paterna:
- Margarita, vizcondesa de Bearne, casada a su vez con Roger Bernardo III de Foix.
- Constanza, vizcondesa de Marsan.
- Mata, quien heredó los vizcondados de Gabardán y de Brulhois.
- Guillerma, que se quedó con la Bigorra y con la baronía de Castellví de Rosanes.

Posteriormente contrajo un segundo matrimonio con Margarita de Saboya-Faucigny, aunque no hubo descendientes de dicho matrimonio.
| Precedido por: Guillermo II   | Vizconde de Bearne 1228-1290            | Sucedido por: Margarita    |
| Precedido por: Mata de Mastas | Vizconde de Marsan 1228-1290            | Sucedido por: Constanza    |
| Precedido por: Guillermo II   | Vizconde de Brulhois 1228-1290          | Sucedido por: Mata         |
| Precedido por: Guillermo II   | Vizconde de Gabardán 1228-1290          | Sucedido por: Mata         |
| Precedido por: Guillermo II   | Barón de Castellví de Rosanes 1228-1290 | Sucedido por: Guillerma II |

- Datos: Q2329686
- Multimedia: Gaston VII of Béarn / Q2329686